# Province de Tumbes
La province de Tumbes (en espagnol : Provincia de Tumbes) est l'une des trois provinces de la région de Tumbes, au nord-ouest du Pérou. Son chef-lieu est la ville de Tumbes, qui est également la capitale de la région.

## Géographie
La province couvre une superficie de 1 800,85 km2. Elle est limitée au nord par l'océan Pacifique, à l'est par province de Zarumilla, au sud par l'Équateur et la province de Sullana (région de Piura), à l'ouest par la province de Contralmirante Villar.

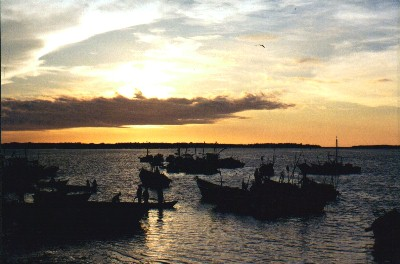
Puerto Pizarro - Tumbes

## Population
La population de la province s'élevait à 139 073 habitants en 2005.

## Divisions administratives
La province de Tumbes est divisée en six  districts :
- Corrales
- La Cruz
- Pampas de Hospital
- San Jacinto
- San Juan de la Virgen
- Tumbes